# Chelidonia de Abruzzo
Chelidonia fue una ermitaña benedictina. 
Nació en Ciculum, Italia, con el nombre de Cleridonia y se recluyó en las montañas cerca de Subiaco, eligiendo como morada una cueva ahora conocida como Marra Ferogna, que en su momento fue frecuentada por San Benito. Tras cincuenta y dos años de atuno y oración, al terminar una peregrinación a Roma, recibió el hábito del cardenal Cuno de Frascati, obispo de Palestrina, antes de retornar a su retiro. Cambió su nombre por Chelidonia que en griego significa ‘golondrina’.